# 縁もゆかりもミュージック
緑もゆかりもミュージック（えんもゆかりもミュージック）は、FMなかつ (NOAS FM) で放送されているラジオ番組である。
2014年7月2日から2020年4月1日まではミュージックバードを通じ、全国のコミュニティFM局でも放送されていた。

## 番組概要
大分県中津市にある浄土真宗本願寺の住職であるKUROがパーソナリティを務めるラジオ番組。KUROの青春時代を支えてきたフォークソングを中心に構成される。また生演奏や、仏教なども取り上げられる。
2019年で放送開始から10年目を迎えることに伴い、イベントが開催された。

## 放送について
前述のとおり、2014年7月2日から水曜1時（火曜深夜25時）にミュージックバードを通じて全国のコミュニティFM局でも放送されていた。全国放送開始以降はNOAS FMで生放送を行いつつ、全国放送用の収録が行われていた。
なお、ミュージックバードではNOAS FMでの本放送から12日以上遅れての放送（遅れネット）となるため、タイムラグが生じる。同時間枠はNOAS FMでもネットされており、再放送となる。
2020年4月1日をもってミュージックバードを通じた全国放送が終了し、再びNOAS FMでの放送となった。

## 主なコーナー
- 寺子屋音楽館（てらこやおんがくかん）
  - 毎週、KUROが愛用のアコースティック・ギターを持ち込み、生演奏を行う。ゲストの出演時は、ゲストとKUROが音楽について談り合い、ゲストと生演奏を行う。
- 仏教ツウ（ぶっきょうつう）
  - 住職でもあるKUROが仏・お寺・儀式にまつわる話をするミニコーナー。
- お便り紹介
  - 番組に寄せられたリスナーからのメールを紹介する。

## パーソナリティ
- KURO（住職）